# The Leonardo (Salt Lake City)

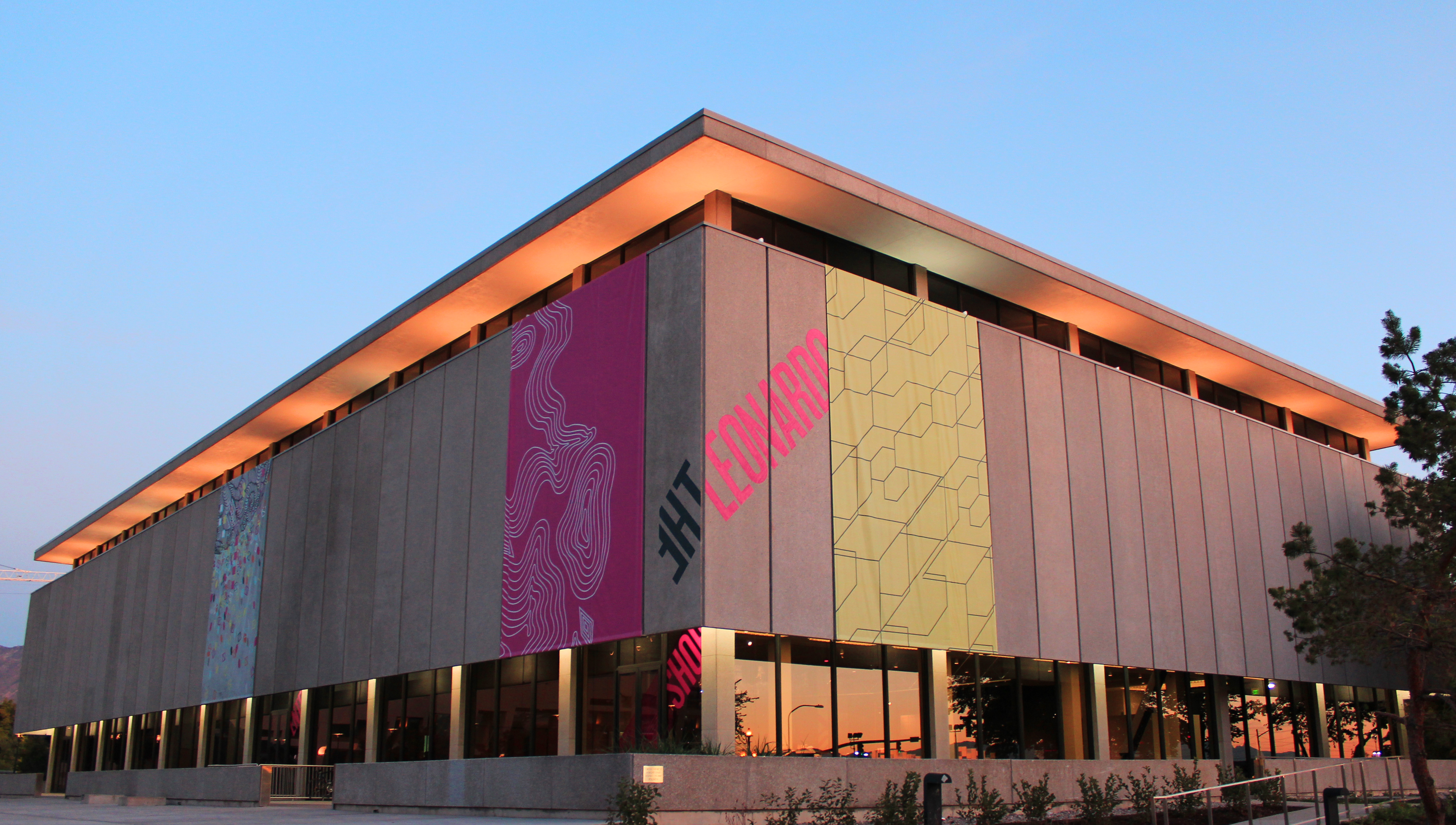
Exterior do museu em 2011

The Leonardo é um centro cultural, de ciências e artes visuais em Salt Lake City, Utá, inaugurado em 2011. Homenageia o polímata italiano Leonardo da Vinci e tem por objetivo reunir pertences do homenageado ligados ao seu papel à anatomia, engenharia, etc., e não possui suas obras de arte com as quais também se consagrou.